# Forte de São Clemente da Piaçava
O Forte de São Clemente da Piassava localizava-se no lugar da Piassaba ou Piassava, no Caminho Velho (hoje rua São Clemente), na cidade e estado brasileiro do Rio de Janeiro.

## História
Possivelmente uma das obras propostas para a defesa do Rio de Janeiro pelo Brigadeiro Engenheiro Jacques Funck entre 1767-1769, o "Relatório do Marquês de Lavradio, Vice-Rei do Rio de Janeiro, entregando o Governo a Luiz de Vasconcellos e Souza, que o sucedeu no vice-reinado", datado do Rio de Janeiro em 19 de Junho de 1779, informa: "Construí outros redutos no sítio de S. Clemente e Leme para defender os desembarques e passagens da Copa-Cabana, e da Lagoa de Rodrigo de Freitas." (p. 428) (RIHGB, Tomo IV, 1842. p. 409-486). Encontra-se relacionada como uma "bateria de terra e faxina" no "Mapa das Fortificações da cidade do Rio de Janeiro e suas vizinhanças", que integra as "Memórias Públicas e Econômicas da cidade de São Sebastião do Rio de Janeiro para uso do Vice-Rei Luiz de Vasconcellos, por observações curiosas dos anos de 1779 até o de 1789" (RIHGB, Tomo XLVII, partes I e II, 1884. p. 34). Este segundo documento (mapas e tabelas) originalmente devia se encontrar em apenso ao primeiro.
Destinava-se à defesa do acesso ao chamado "Caminho Velho", caminho colonial que unia as terras do antigo Engenho Real, na lagoa de Sacopenapã (hoje lagoa Rodrigo de Freitas), às terras da Fazenda de José Pereira Botafogo (hoje bairro de Botafogo), traçado da atual rua São Clemente.
À época do Brasil Império, devido às repetidas crises do Período Regencial, o Decreto de 24 de Dezembro de 1831 mandou desarmá-la e desguarnecê-la (SOUZA, 1885:112). Encontra-se relacionado entre as defesas do setor Sul ("Fortificações de Copacabana") no "Mapa das Fortificações e Fortins do Município Neutro e Província do Rio de Janeiro" de 1863, no Arquivo Nacional (CASADEI, 1994/1995:70-71). Ainda de acordo com SOUZA (1885), nada mais restava dessa estrutura, à época (1885) (op. cit., p. 112).
BARRETTO (1958) acrescenta que um de seus velhos canhões de ferro se encontrava, à época (1958), no Museu Histórico Nacional (op. cit., p. 250).